# Emil Ziegenrücker
Otto Wilhelm Emil Ziegenrücker (* 14. Juli 1882 in Berlin; † 31. Dezember 1943 in Stentsch, Landkreis Züllichau-Schwiebus) war ein deutscher Lehrer und Politiker (Deutsche Reformationspartei, DNVP).

## Leben

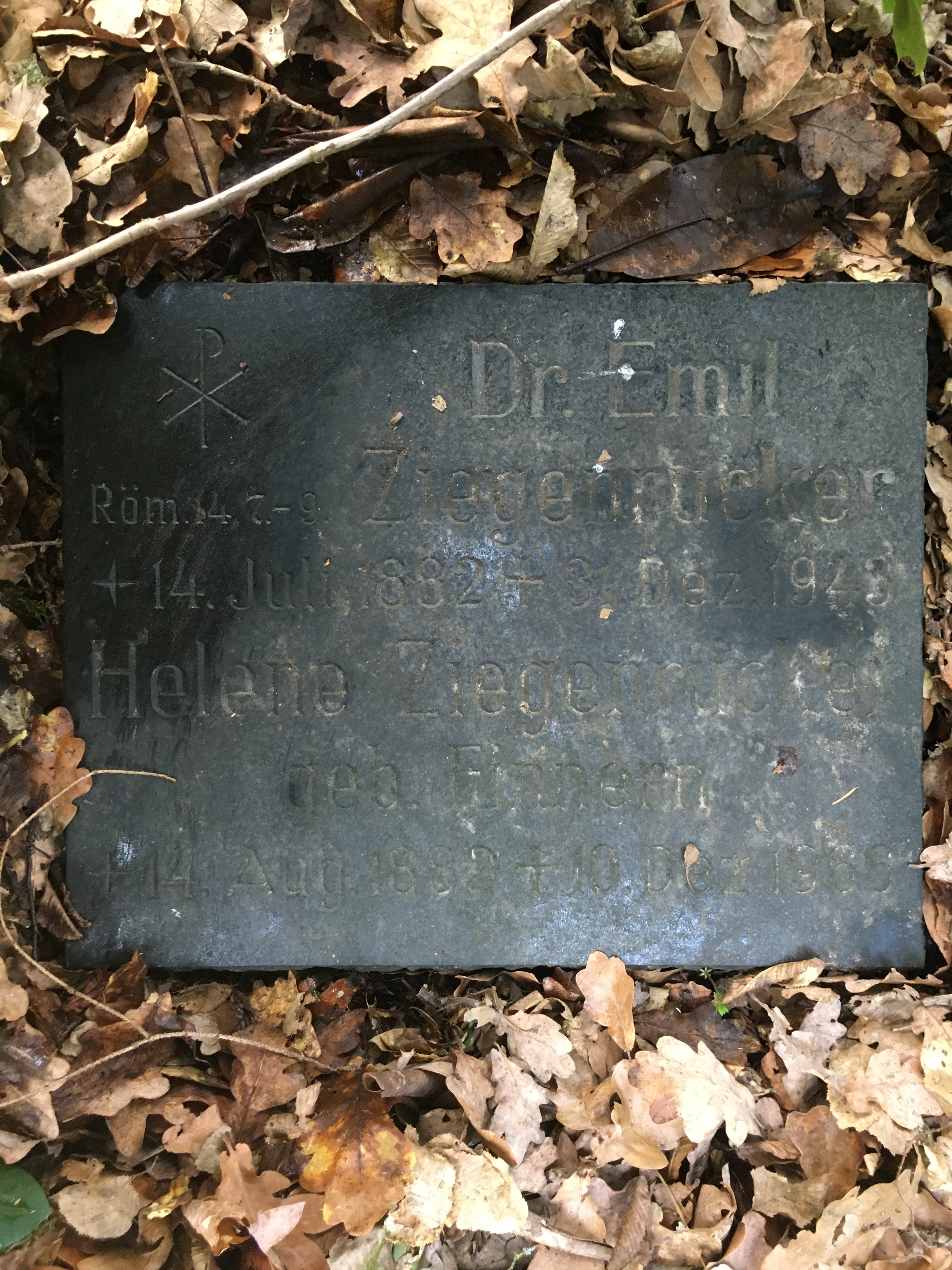
Kissenstein für Emil Ziegenrücker auf dem Friedhof Ohlsdorf

Emil Ziegenrücker wurde als Sohn des Magistratsassistenten August Wilhelm Ziegenrücker und seiner Ehefrau Emilie Ziegenrücker, geborene Thesenvitz, geboren. Nach dem Abitur 1902 am Falk-Realgymnasium in Berlin-Tiergarten nahm Ziegenrücker ein Studium der neueren Sprachen, Germanistik und Philosophie an den Universitäten in Berlin, Greifswald und Rostock auf, das er 1909 mit dem philologischen Staatsexamen abschloss. Im selben Jahr wurde er an der Universität Rostock mit dem Dissertationsthema Joanna Baillie's „Plays on the passions“ zum Dr. phil. promoviert. Die pädagogische Ausbildung absolvierte er in Husum, Altona und Kiel, wo er 1911 die Anstellungsfähigkeit für die höheren Schulen Preußens erhielt. Im Anschluss wurde er an die Stiftungsschule zu Hamburg berufen. Ende der 1920er Jahre arbeitete er als Studienrat in Berlin. Von 1935 bis zu seinem Eintritt in den Ruhestand 1940 war er Direktor der Oberschule für Mädchen in Berlin-Tegel.
Neben seiner beruflichen Tätigkeit als Oberstudiendirektor engagierte er sich in der evangelischen Kirche. Er war Mitglied des Gemeindekirchenrates der Gnadengemeinde Berlin, Mitglied der Kreissynode Berlin Stadt II und deren Erziehungsausschusses und ab 1933 Mitglied der Generalsynode.
Ziegenrücker war Hauptgeschäftsführer der Deutschen Reformationspartei. Er wurde im Mai 1928 als Landeswahlvorschlag für den Völkisch-Nationalen Block (VNB) in den Preußischen Landtag gewählt, wo er der Deutschen Fraktion angehörte. Er trat später in die Deutschnationale Volkspartei (DNVP) ein und war seit dem 17. Februar 1930 Abgeordneter der DNVP-Fraktion. Nach seinem Austritt aus der DNVP war er vom 25. April 1932 bis zum Ablauf der dritten Legislaturperiode 1932 fraktionsloser Abgeordneter.
Emil Ziegenrücker wurde in der Grabstätte der Familie Finnern auf dem Hamburger Friedhof Ohlsdorf im Planquadrat Z 22 beigesetzt.
Ziegenrücker war verheiratet mit Helene Ziegenrücker, geborene Finnern. Aus der Ehe ging 1912 in Kiel der spätere Pastor Joachim Ziegenrücker hervor.